# Список глав государств в 130 году до н. э.
| 131 до н. э. ← Список глав государств по годам → 129 до н. э. |

## Азия
- Анурадхапура — Саддха Тисса, царь (137 до н. э. — 119 до н. э.)
- Армения Великая — Артавазд I, царь (160 до н. э. — 115 до н. э.)
- Вифиния — Никомед II, царь (149 до н. э. — 127 до н. э.)
- Греко-Бактрийское царство:
  - Гелиокл I, царь  (145 до н. э. — 130 до н. э.)
  - в 130 году до н.э. завоевано юэчжами
- Иберия — Мириан I, царь  (159 до н. э. — 109 до н. э.)
- Индо-греческое царство:
  - Менандр I, царь  (165 до н. э. — 130 до н. э.)
  - Агафоклея, царица-регент (от Гандхары/Западного Пенджаба до Матхура)  (130 до н. э. — 125 до н. э.)
  - Зоил I, царь (в Паропамисадах, Арахозии и Гандхаре)  (130 до н. э. — 120 до н. э.)
- Иудея — Иоанн Гиркан I, этнарх  (134 до н. э. — 104 до н. э.)
- Каппадокия:
  - Ариарат V Евсеб Филопатор, царь (163 до н. э. — 130 до н. э.)
  - Ариарат VI Эпифан Филопатор, царь (130 до н. э. — 116 до н. э.)
- Китай (Династия Хань) — У-ди (Лю Чэ), император  (141 до н. э. — 87 до н. э.)
- Коммагена:
  - Птолемей,  царь (163 до н. э. — 130 до н. э.)
  - Сам II,  царь (130 до н. э. — 109 до н. э.)
- Корея:
  - Махан — Маён, вождь (144 до н. э. — 113 до н. э.)
  - Пуё — Кохэса, тхандже (170 до н. э. — 121 до н. э.)
- Намвьет — Чьеу Мат, император (137 до н. э. — 125 до н. э.)
- Осроена — Арью, царь (132 до н. э. — 127 до н. э.)
- Парфия — Фраат II, царь (132 до н. э. — 127 до н. э.)
- Понтийское царство — Митридат V Эвергет, царь (150 до н. э. — 120 до н. э.)
- Сабейское царство — Ярим Эймин, царь (145 до н. э. — 115 до н. э.)
- Сатавахана — Сатакарни II, махараджа (134 до н. э. — 78 до н. э.)
- Селевкидов государство (Сирия) — Антиох VII Эвергет, царь (138 до н. э. — 129 до н. э.)
- Хунну — Цзюньчэнь, шаньюй (161 до н. э. — 126 до н. э.)
- Шунга — Васумитра, император (131 до н. э. — 124 до н. э.)
- Япония — Кайка, тэнно (император) (158 до н. э. — 98 до н. э.)

## Африка
- Египет — Птолемей VIII Эвергет, царь (144 до н. э. — 116 до н. э.)
- Нумидия — Миципса, царь (148 до н. э. — 118 до н. э.)

## Европа
- Боспорское царство — Перисад V, царь (ок. 150 до н. э. — 125 до н. э.)
- Ирландия — Эоху Айрем, верховный король (131 до н. э. — 116 до н. э.)[1]
- Одрисское царство (Фракия) — Бифис, царь (167 до н. э. — 120 до н. э.)
- Римская республика:
  - Луций Корнелий Лентул, консул (130 до н. э.)
  - Марк Перперна, консул (130 до н. э.)

## Галерея
- Менандр I  
 165 до н.э.—130 до н.э. 
 Индо-греческий царь
- У-ди  
 141 до н.э.— 87 до н.э. 
 Император Китая
- Антиох VII Эвергет  
 138 до н.э.—129 до н.э. 
 Царь Сирии
- Фраат II  
 132 до н.э.—127 до н.э. 
 Царь Парфии
- Птолемей VIII Эвергет  
 144 до н.э.— 116 до н.э. 
 Царь Египта
- Миципса  
 148 до н.э.— 118 до н.э. 
 Царь Нумидии
- Иоанн Гиркан I  
 134 до н.э.— 104 до н.э. 
 Этнарх Иудеи
- Никомед II  
 149 до н.э.—127 до н.э. 
 Царь Вифинии
- Кайка 
 158 до н.э.—98 до н.э. 
 Император Японии